# Sabal japa
Sabal japa là loài thực vật có hoa thuộc họ Arecaceae. Loài này được C. Wright ex Becc. miêu tả khoa học đầu tiên năm 1870.